# Первый полусредний вес в боксе
Первый полусредний вес в боксе (англ. Super lightweight, Light welterweight, Junior welterweight) — весовая категория в профессиональном боксе между полусредней и лёгкой весовыми категориями. Предел веса для дивизиона составляет 140 фунтов (63,503 кг).

## Действующие чемпионы мира
| Организация | Дата завоевания титула | Чемпион              | Рекорд       | Защиты титула |
| ----------- | ---------------------- | -------------------- | ------------ | ------------- |
| WBA         | 1 марта 2025           | Гэри Антуанн Расселл | 18–1 (17 KO) | 0             |
| WBC         | 24 июня 2024           | Альберто Пуэльо      | 24–0 (10 KO) | 1             |
| IBF         | 7 декабря 2024         | Ричардсон Хитчинс    | 20–0 (8 KO)  | 0             |
| WBO         | 10 июня 2023           | Теофимо Лопес        | 22–1 (13 KO) | 3             |